# ティア・カレル
ティア・カレル（Tia Carrere、1967年1月2日 - ）は、アメリカ合衆国の女優。

## プロフィール
ハワイ州ホノルルで生まれ、オアフ島で育つ。フィリピン人・中国人・スペイン人・ハワイアンの血を引く。
歌手を目指しボイス・トレーニングを受けていたが、17歳のときにプロデューサーに見出され、1985年に映画デビュー。その後ロサンゼルスに移り、モデルをする傍ら、テレビシリーズ等に出演するようになった。
アジア系の顔をしているためか、テレビや映画などではわりと多く日本人女性役を演じている。

## 主な出演作品

### 映画

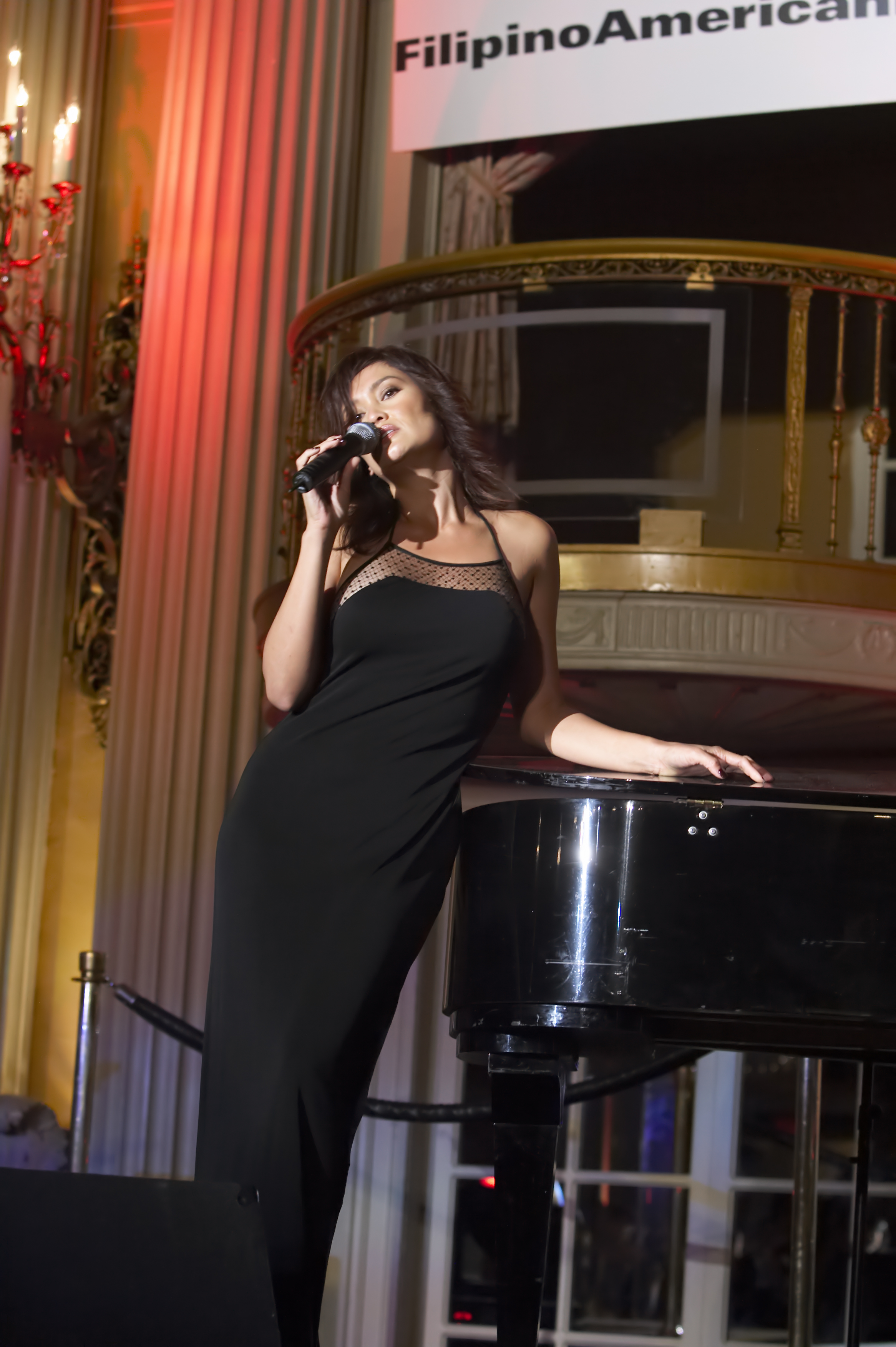
カリフォルニア州ロサンゼルスで開かれたFilipino American Library Spirit AwardsとDinner GALAで歌うティア・カレル

- ゾンビ・ナイトメア Zombie Nightmare (1986)
- アロハ・サマー Aloha Summer (1988)
- 真夜中の殺人コール Intimate Stranger (1991)
- ハーレーダビッドソン&マルボロマン Harley Davidson and the Marlboro Man (1991)
- リトルトウキョー殺人課 Showdown in Little Tokyo (1991)
- ウェインズ・ワールド Wayne's World (1992)
- ライジング・サン Rising Sun (1993)
- クイック/銃弾の微笑 Quick (1993)
- ガンクラッシャー Treacherous (1993)
- ウェインズ・ワールド2 Wayne's World 2 (1993)
- トゥルーライズ True Lies (1994)
- 逃走国境/狙われた女たち Hostile Intentions (1995)
- 陪審員だよ、全員集合! Jury Duty (1995)
- ギャングスターズ/野獣死すとき The Immortals (1995)
- ハイスクール・ハイ High School High (1996)
- 同居人/背中の微かな笑い声 Natural Enemy (1997)
- ザ・コンクエスト Kull the Conqueror (1997)
- カジノ・ヒート Top of the World (1997)
- 秘密処刑官 Scar City (1998)
- ファイブ・エイセス Five Aces （1999）
- リミット48 Torn Apart (2004)
- スーパーノヴァ Supernova (2005)
- 初体験 ハイスクール・チェリーパイ Wild Cherry (2009)
- ブロンド・ボンバーガールズ Hard Breakers (2010)
- エアポート2013(2013)
- リロ&スティッチ (2025年の映画) Lilo & Stitch (2025)

### テレビドラマ
- 超音速攻撃ヘリ エアーウルフAirwolf
- ゼネラル・ホスピタルGeneral Hospital
- ハリウッド・ナイトメア Tales from the Crypt
- 特攻野郎AチームThe A-Team
- 冒険野郎マクガイバーMacGyver
- タイムマシーンにお願いQuantum Leap
- The O.C. The O.C.
- NIP/TUCK マイアミ整形外科医 Nip/Tuck
- AJ&クイーン AJ and the Queen

### テレビアニメ
- ヘラクレス Hercules: The Animated Series (1998)
- ダック・ドジャース Duck Dodgers(2003 - 2006)
- リロ・アンド・スティッチ・ザ・シリーズ Lilo & Stitch: The Series(2003 - 2006)
- ジョニー・ブラボー Johnny Bravo(2004)
- Megas XLR Megas XLR(2004)
- アメリカン・ドラゴン American Dragon: Jake Long
- リロイ・アンド・スティッチ Leroy & Stitch(2006)

### 劇場版アニメ
- リロ・アンド・スティッチ Lilo & Stitch (2002)

### OVA
- スティッチ!ザ・ムービー Stitch! The Movie (2003)
- リロ・アンド・スティッチ2 StitchLilo & Stitch 2: Stitch Has a Glitch (2005)

### ゲーム
- デイドラス(1995)
- Stitch Experiment 626(2002)
- Saints Row Saints Row (2006)